# إليزابيث بورن
إليزابيث بورن (بالفرنسية: Élisabeth Borne)؛(ولدت في 18 أبريل 1961) هي سياسية فرنسية، شغلت منصب رئيسة وزراء فرنسا من مايو 2022 حتى يناير 2024. وهي عضو في حزب النهضة الذي يتزعمه الرئيس إيمانويل ماكرون، وتُعد ثاني امرأة تتولى رئاسة الوزراء في تاريخ فرنسا بعد إديث كريسون، التي شغلت المنصب من 1991 إلى 1992. ومنذ ديسمبر 2024، تشغل منصب وزيرة التربية الوطنية والتعليم العالي والبحث العلمي في حكومة فرانسوا بايرو.  
بورن هي مهندسة مدنية ومسؤولة حكومية ومديرة لمؤسسات حكومية في قطاعي النقل والبناء. تولت سابقًا منصب وزيرة النقل (2017-2019)، ثم وزيرة البيئة (2019-2020). كما شغلت منصب وزيرة العمل والتوظيف والإدماج في حكومة كاستيكس من 2020 إلى 2022. وفي 16 مايو 2022، عينها الرئيس ماكرون رئيسة للوزراء خلفًا لجان كاستيكس، وفقًا للتقاليد المتبعة في فرنسا بعد الانتخابات الرئاسية. 
قادَت بورن تحالف الوسط Ensemble في الانتخابات التشريعية لعام 2022، والتي أسفرت عن برلمان معلّق، حيث فقد التحالف الحاكم أغلبيته المطلقة، إذ تقلص عدد مقاعده من 346 إلى 251، مما جعله أكبر كتلة في البرلمان، لكنه كان بحاجة إلى 38 مقعدًا إضافيًا لتحقيق الأغلبية. وبسبب عدم تمكنها من التوصل إلى اتفاق مع أحزاب المعارضة لتشكيل حكومة مستقرة، اضطرت بورن إلى تشكيل حكومة أقلية رسميًا في يوليو 2022.  
أثناء توليها منصب رئيسة الوزراء، أشرفت بورن على تمرير إصلاح مثير للجدل في نظام التقاعد، رفع سن التقاعد من 62 إلى 64 عامًا، كما ألغت معظم القيود الصحية المرتبطة بجائحة كوفيد-19، وأقرت قانون التخطيط العسكري لعدة سنوات، الذي مهد الطريق لزيادة الإنفاق العسكري بنسبة 40% بين 2024 و2030. كما قادت الاستجابة المالية الحكومية لأزمة غلاء المعيشة المستمرة. وفي يوليو 2023، أجرت تعديلًا وزاريًا للمرة الثانية منذ توليها رئاسة الحكومة، وسط تقارير إعلامية عن احتمال إقالتها.  
وفي 8 يناير 2024، قدمت بورن استقالتها من منصب رئيسة الوزراء بناءً على طلب ماكرون، وذلك في ظل أزمة حكومية كبرى نجمت عن تمرير قانون متشدد للهجرة. وبعد مغادرتها قصر ماتينيون، عادت كنائبة في البرلمان عن دائرتها الانتخابية في كالفادوس، واحتفظت بمقعدها في الانتخابات التشريعية المبكرة لعام 2024.

## الحياة الشخصية
تزوجت بورن من أوليفييه أليكس، وهو محاضر ومهندس أيضًا في 30 يونيو 1989 وأنجبت منه ابنًا يُدعى ناثان. لكن الزوجين انفصلا لاحقًا.
في مارس 2021، أُدخلت بورن إلى المستشفى بعد إصابتها بفيروس كوفيد-19، حيث تلقت العلاج بالأوكسجين.
في خطوة غير معتادة مقارنة برؤساء الوزراء الفرنسيين السابقين الذين امتنعوا عن مقاضاة الصحفيين، رفعت بورن دعوى قضائية في مايو 2023 لإجبار دار النشر L'Archipel على حذف حوالي 200 سطر من الطبعات المستقبلية لكتاب "La Secrète" (الكتومة)، وهو سيرة ذاتية كتبها الصحفية الفرنسية بيرينجير بونت، وتضمن تفاصيل حميمة عن حياتها الخاصة.
تنحدر بورن من أصول يهودية.